# Кирилин, Валерий Васильевич
Валерий Васильевич Кирилин (19 июля 1939, Таруса, Калужская область — 31 июля 2010, Москва) — советский и российский военачальник, заместитель главнокомандующего по военно-учебным заведениям — начальник военно-учебных заведений РВСН (1991—1992), генерал-лейтенант в отставке.

## Биография
Окончил Серпуховское военное авиационно-техническое училище спецслужб ВВС.
В ракетных войсках с 1960 г. Проходил службу на должностях: заместителя командира, начальника штаба, командира ракетного полка; начальник штаба, командира 38-й ракетной дивизии; первого заместителя командующего ракетной армии.
04.09.1956 — 1.09.1959 Курсант. Серпуховское военное авиационно-техническое училище специалистов ВВС
26.10.1959 — 4.11.1960 Старший техник технической батареи в/ч 23467
14.11.1960 — 29.08.1963 Начальник отделения технической батареи в/ч 23467
29.08.1963 — 25.08.1965 Старший инженер службы ракетного вооружения в/ч 23467
В 1987—1991 гг. — командующий 43-й ракетной армией.
В 1991—1992 гг. — заместитель главнокомандующего Ракетными войсками по вузам — начальник вузов РВСН.
В 1993—1994 гг. — заместитель начальника Военной академии им. Ф. Э. Дзержинского.

## Награды
Награждён орденами Трудового Красного Знамени, Красной Звезды, «За службу Родине в Вооруженных Силах СССР» III степени, многими медалями.